# Rychlebské hory - Sokolský hřbet
Rychlebské hory - Sokolský hřbet este o arie protejată (arie specială de conservare — SAC, sit de importanță comunitară — SCI) din Republica Cehă întinsă pe o suprafață de 8.045,78 ha, integral pe uscat.

## Localizare
Centrul sitului Rychlebské hory - Sokolský hřbet este situat la coordonatele 50°15′14″N 17°06′46″E / 50.253889°N 17.112778°E.

## Înființare
Situl Rychlebské hory - Sokolský hřbet a fost declarat sit de importanță comunitară în aprilie 2005 pentru a proteja 2 specii de animale. Situl a fost protejat și ca arie specială de conservare în iunie 2017.

## Biodiversitate
Situată în ecoregiunea continentală, aria protejată conține 11 habitate naturale: Peșteri inaccesibile publicului, Liziere de ierburi înalte hidrofile de câmpie și de nivel montan până la alpin, Pante stâncoase calcaroase cu vegetație casmofită, Fânețe de joasă altitudine (Alopecurus pratensis, Sanguisorba officinalis), Pante stâncoase silicioase cu vegetație casmofită, Păduri acidofile de Picea de la nivel montan la nivel alpin (Vaccinio-Piceetea), Păduri de fag Asperulo-Fagetum, Păduri de fag Luzulo-Fagetum, Turbării active, Păduri aluvionare cu Alnus glutinosa și Fraxinus excelsior (Alno-Padion, Alnion incanae, Salicion albae), Păduri pe pante, grohotișuri și ravene de Tilio-Acerion.
La baza desemnării sitului se află mai multe specii protejate de  mamifere (2): liliac comun (Myotis myotis), liliacul mic cu potcoavă (Rhinolophus hipposideros).